# دهه ۱۵۳۰ (میلادی)
دهه ۱۵۳۰ (میلادی) صد و پنجاه و سومین دهه تقویم میلادی است.

## درگذشتگان
‎